# トドワラ

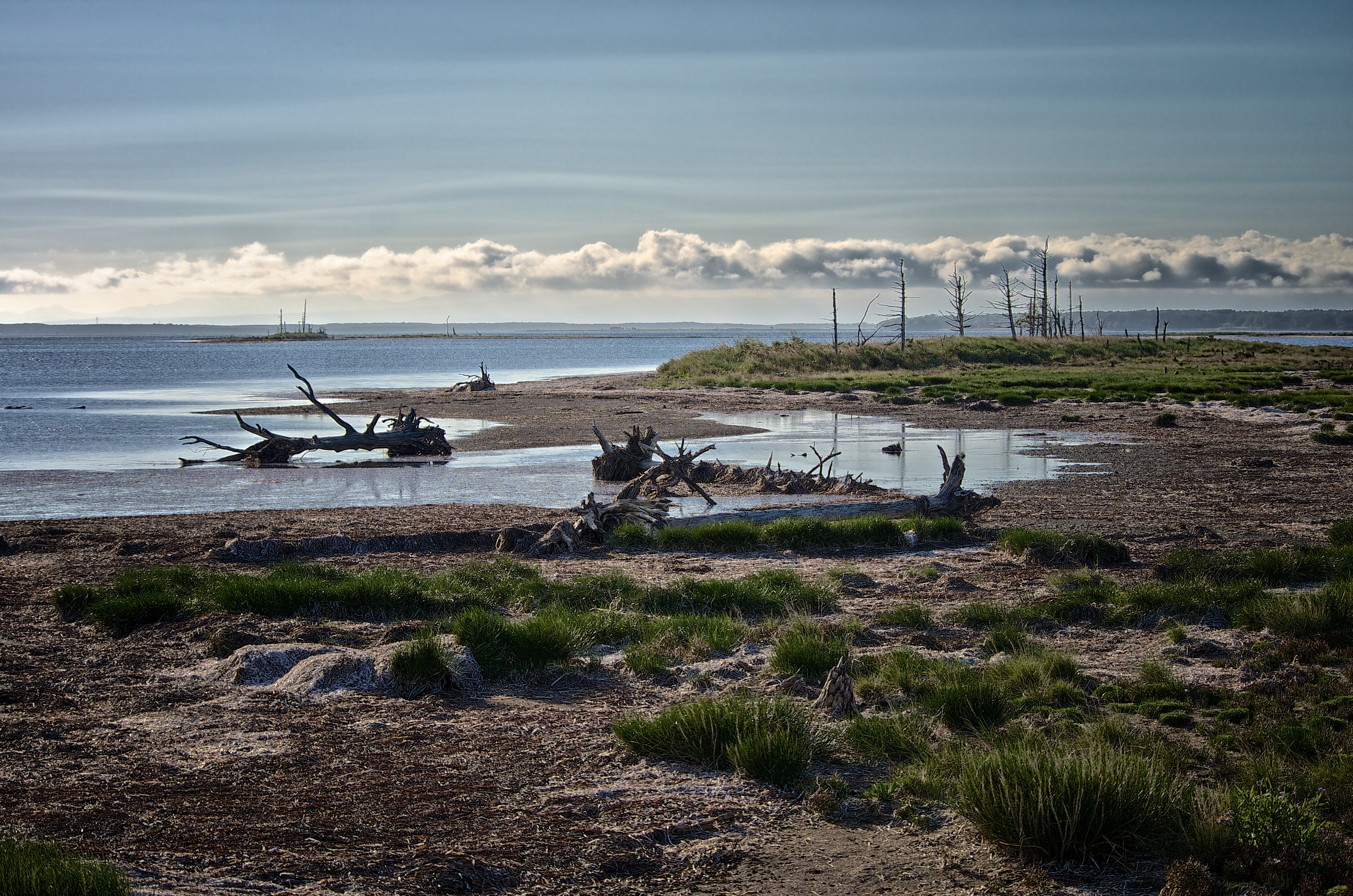
トドワラ

トドワラは、北海道東部の根室振興局野付郡別海町の野付半島にある、立ち枯れたトドマツ林の跡である。同じく野付半島内にあるナラワラについても当項で述べる。

## 概要

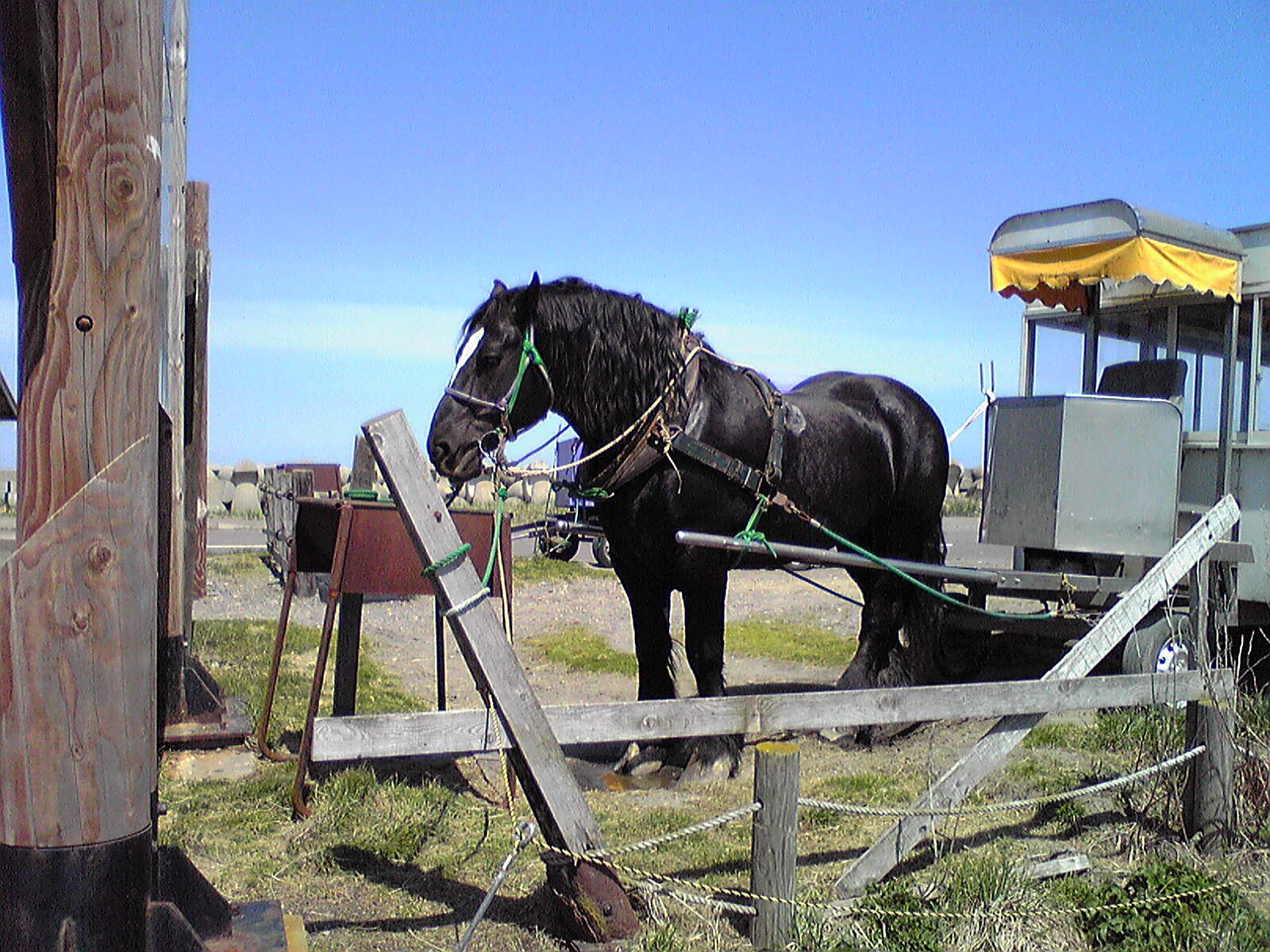
トドワラの曳き馬（2010年5月撮影）

立ち枯れたトドマツの残骸が湿原上に立ち残り、荒涼とした特異な風景を形作り、観光地となっている。野付風蓮道立自然公園に含まれる。
その成立は、砂嘴上のトドマツ林が、海水面上昇ないし地盤沈降に伴う地面の浸食により枯死したものと見られ、1954年（昭和29年）の洞爺丸台風が枯死を加速したとも言われる。ほとんどは樹齢100年前後のトドマツであるが、それよりやや古いエゾマツも混じる。年々腐朽したトドマツの枯れ木が風化・消滅しつつあり、以前はトドマツの枯木が3本立っていたため3本松と呼ばれている地点においても、2023年現在は2本が倒伏して立ち木は1本のみとなっている。いずれは何もない湿原と化すと予想されている。
オホーツク海に向かって湾曲しながら突出する全長26kmの細い砂嘴である野付半島の半ばから突端にかけて位置する。道道950号線沿いの野付半島ネイチャーセンターから徒歩30分程度だが途中まで有料のトラクターバス(2015年頃までは馬車だったが、曳き馬が亡くなったためトラクターが代行)の利用も可能。木道が設けられており散策可能。野付湾を挟んだ対岸の別海町尾岱沼から観光船で渡ることもできる。
周囲は北海道特有の花々が咲く貴重な原生花園となっており、6月から9月が見頃。

## ナラワラ

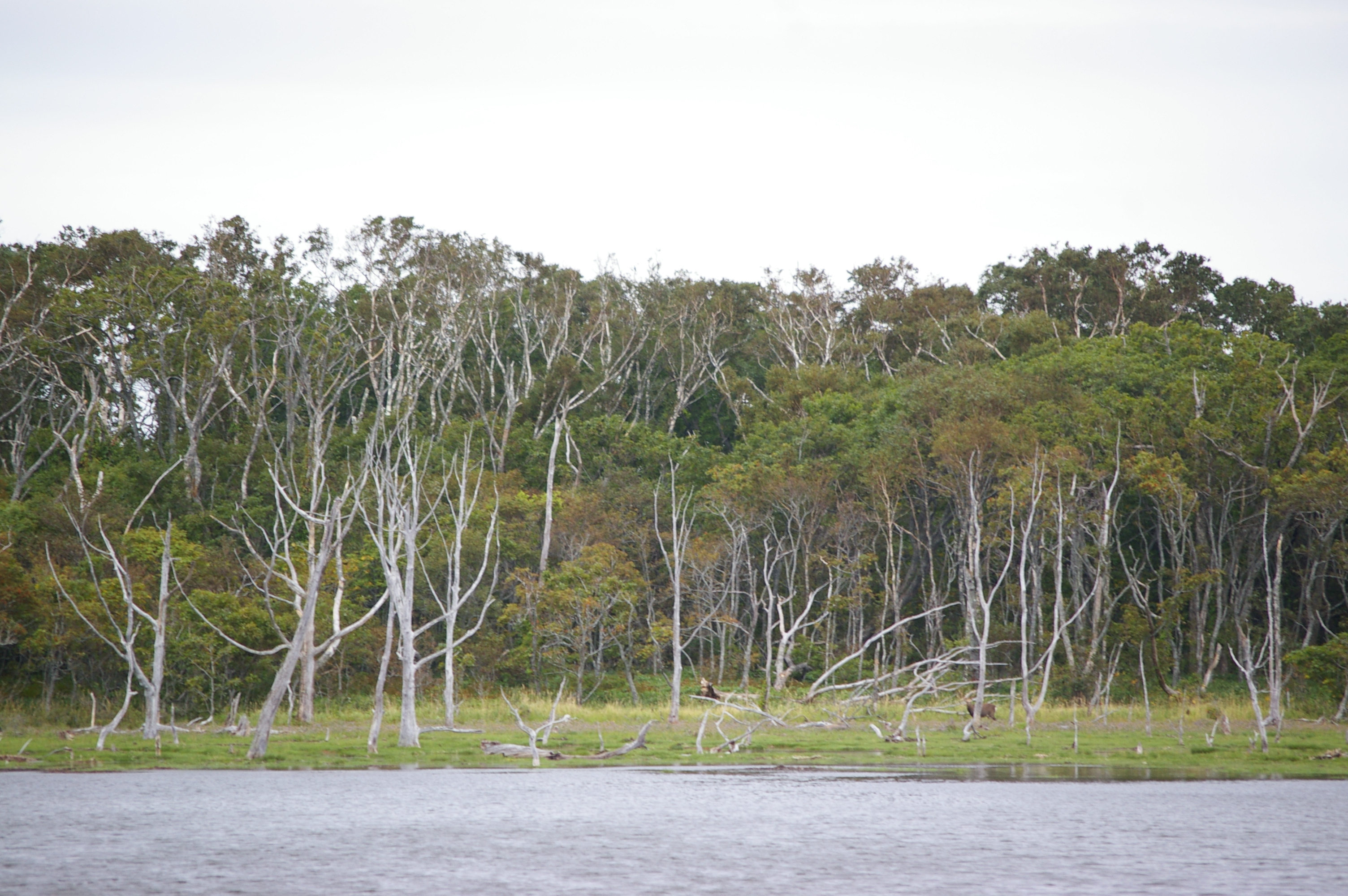
ナラワラ

同じ野付半島のトドワラの北には、立ち枯れたナラの木の林立地であるナラワラもある。こちらはトドワラに比べれば腐朽が進んでおらず、枯木が原形をとどめている。

## ギャラリー

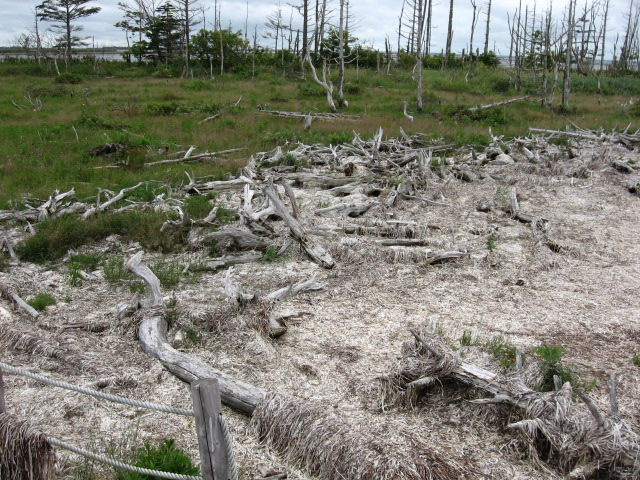
枯死したトドマツの残骸
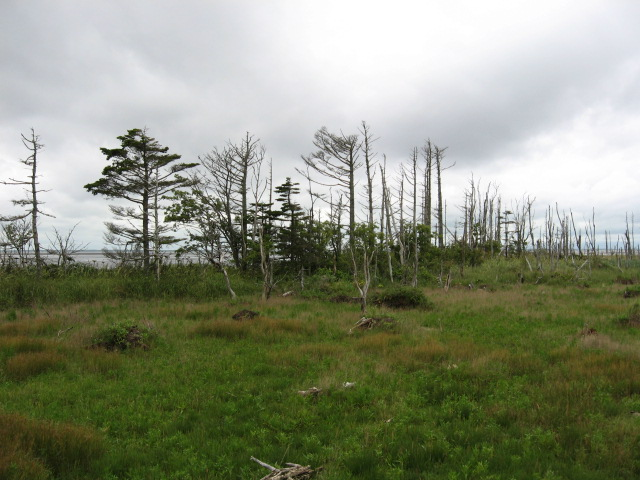
トドマツの枯れ木